# Israel ved sommer-OL 2012
Israel deltog under Sommer-OL 2012 i London som blev arrangeret i perioden 27. juli til 12. august 2012.

## Medaljer
Israel vandt ingen medaljer ved sommer-OL i London 2012.